# Taddart (Guercif)
Ne doit pas être confondu avec Taddart (Al Haouz).
Taddart (forme française officielle ; en arabe : تادرت), ou Taddert, est une commune rurale marocaine de la province de Guercif et de la région de Taza-Al Hoceïma-Taounate.
Taddart est également le nom d'un quartier à Agadir.

## Géographie
Taddart a pour coordonnées géographiques : 34° 11′ 17″ N, 3° 42′ 28″ O. Elle se situe à une altitude de 573 m, entre les villes de Taza, à l'ouest, et de Guercif, à l'est, que la N6 permet de rejoindre.
Les communes limitrophes, toutes rurales, sont : 
- Oulad Bourima, Mazguitam, Saka, Houara Oulad Raho, Lamrija, Assebbab et Ras Laksar, également dans la province de Guercif ;
- Galdamane, Traïba et Meknassa Acharqia, dans la province de Taza.

## Toponymie
En berbère, taddart signifie « maison ».

## Histoire
Jusqu'à ce que la province de Guercif fut créée, en 2009, Taddart était rattachée à la province de Taza.

## Démographie
De 1994 à 2004, la population de Taddart est passée de 18 857 à 20 474 habitants.